# Damen Shipyards Koźle
Damen Shipyards Koźle Sp. z o.o. – stocznia rzeczna zlokalizowana w Rogach, dzielnicy Kędzierzyna-Koźla. Położona na lewym brzegu Odry.

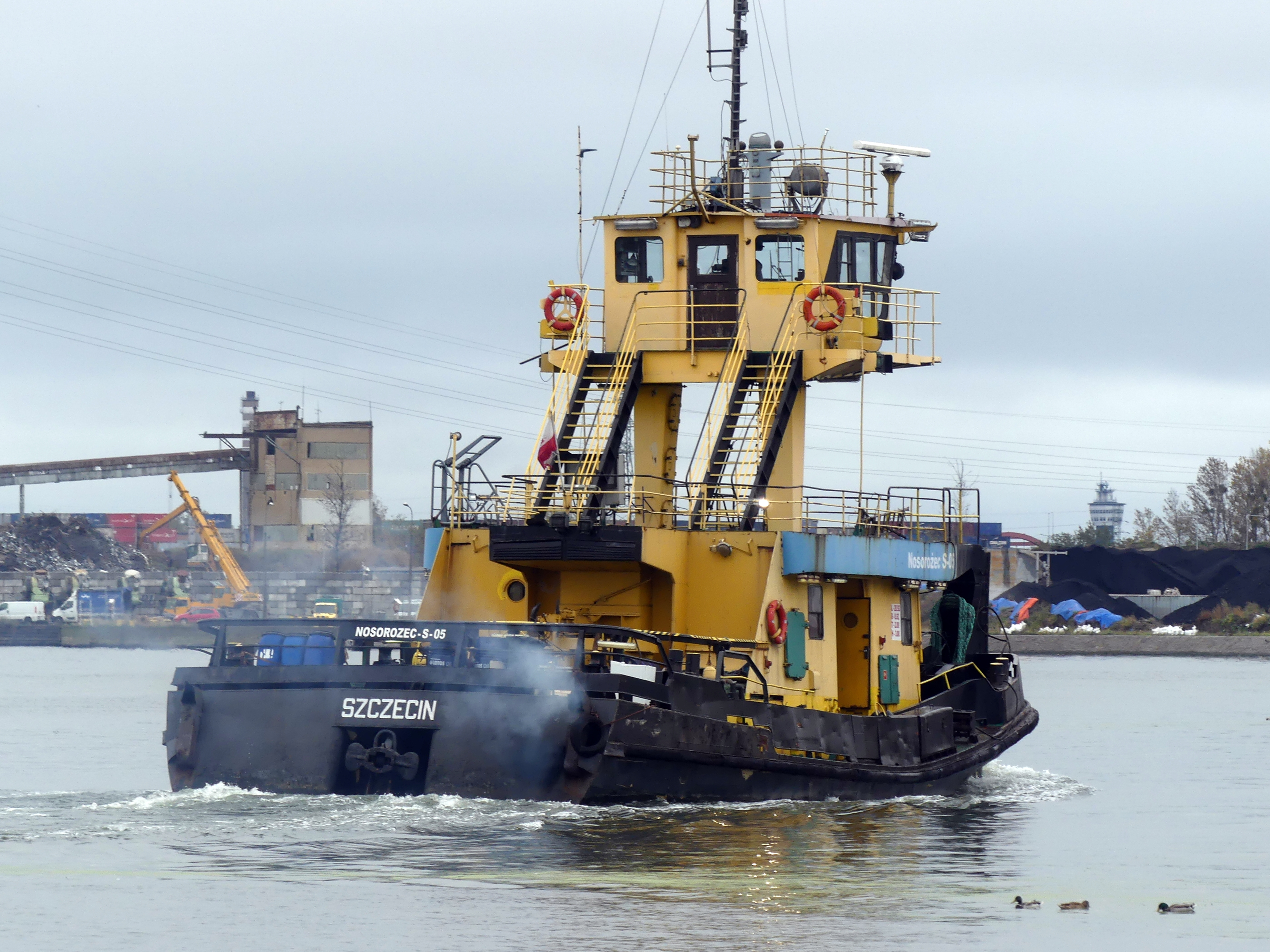
Nosorożec S-05, holownik-pchacz, zbudowany w 1978 roku Stoczni w Kędzierzynie-Koźlu

Spółka specjalizuje się w budowie, remontach i przebudowach statków, zbiornikowców, kontenerowców, pchaczy, holowników, statków pasażerskich, pogłębiarek i innych statków roboczych.
Ciekawą cechą tej stoczni jest to, iż jako jedyna w Polsce stocznia nad Odrą  może pracować praktycznie przy każdym stanie wód rzeki, jest też zabezpieczona od pochodu lodów. Stocznia ma dużą halę montażową o wymiarach 182 × 55 m z czterema liniami produkcyjnymi i własny basen portowy o powierzchni 40 000 m² z nabrzeżami o długości 225 m. Z uwagi jednak na niewielką głębokość Odry, małą wysokość mostów i rozmiary śluz, większe jednostki muszą być spławiane w częściach (osobno kadłub i nadbudówka na barce), montowanych razem w Szczecinie. Część statków jest wyposażana w Holandii, a część w Koźlu.

## Historia
Małe prywatne niemieckie stocznie w Koźlu powstawały jeszcze przed I wojną światową. Po II wojnie światowej zostały znacjonalizowane jako przedsiębiorstwo państwowe Kozielskie Stocznie Rzeczne. W latach 1965–1973 została zbudowana nowa Kozielska Stocznia Rzeczna, w której produkcję rozpoczęto w 1970 roku. Po przemianach ustrojowych w Polsce, przedsiębiorstwo państwowe zostało zlikwidowane w 1995 roku, po czym w oparciu o jego infrastrukturę powstały nowe podmioty.
W 1996 roku utworzono na miejscu dawnej stoczni państwowej przedsiębiorstwo Stocznia Koźle Serwis Sp. z o.o. Współpracowało ono między innymi z holenderskim Damenem, wykonując dla niego kadłuby statków, po czym Damen nabył 51,5% udziałów stoczni. Zmieniła ona wówczas nazwę na Damen Shipyards Koźle i 2 listopada 2006 roku weszła w skład grupy kapitałowej Damen Shipyards Group. Nowy właściciel dokonał znacznych inwestycji, m.in. w 2008 roku otwarta została nowa duża hala montażowa. W 2009 roku udziały Damena wzrosły do 95,8%. 